# Navasequilla
Navasequilla es una localidad y pedanía española de la provincia de Ávila (comunidad autónoma de Castilla y León). Pertenece al municipio de Santiago de Tormes.

## Geografía
Situada a 1648 metros sobre el nivel del mar, en la vertiente sur de la Sierra de Villafranca, Navasequilla es una de las localidades más altas de la península ibérica. Tenía una población de 10 habitantes en 2020.

## Monumentos
- Iglesia en advocación a Santa Ana.
- Ermita en honor a la Purísima Concepción.